# Buddy Guy
Buddy Guy, rodným jménem George Guy, (* 30. července 1936, Lettsworth, Louisiana, USA) je americký bluesový kytarista a zpěvák. V roce 1985 byl uveden do Blues Hall of Fame a v roce 2005 do Rock and Roll Hall of Fame. Časopis Rolling Stone ho umístil na třicátou pozici ve svém žebříčku 100 nejlepších kytaristů všech dob.
V mládí pracoval na bavlníkové plantáži. V 50. letech začal vystupovat s kapelami v Baton Rouge. Své první demonahrávky pořídil v roce 1957 a nedlouho poté se odstěhoval do Chicaga; první singl vydal v roce 1958 ve vydavatelství Chess Records, u kterého zůstal až do vydání svého debutového alba v roce 1967. Během své kariéry vydal téměř dvě desítky dalších alb. Podílel se také na nahrávkách Memphis Slima, Muddyho Waterse, Juniora Wellse a svého mladšího bratra, bluesového kytaristy Phila Guye. V roce 1993 přispěl coververzí písně „Red House“ od Jimiho Hendrixe na tributní album Stone Free.
Se svou první manželkou Joan měl šest dětí; s druhou manželkou Jennifer dvě. Dcera Shawnna je rapperka.

## Diskografie

### Studiová alba
- Left My Blues in San Francisco (1967)
- A Man and the Blues (1968)
- Hold That Plane! (1972)
- The Blues Giant / Stone Crazy! (1979)
- Breaking Out (1980)
- DJ Play My Blues (1982)
- Damn Right, I've Got the Blues (1991)
- Feels Like Rain (1993)
- Slippin' In (1994)
- Heavy Love (1998)
- Sweet Tea (2001)
- Blues Singer (2003)
- Bring 'Em In (2005)
- Skin Deep (2008)
- Living Proof (2010)
- Rhythm & Blues (2013)
- Born to Play Guitar (2015)
- The Blues Is Alive and Well (2018)
- The Blues Don't Lie (2022)
- Ain't Done With The Blues (2025)